# Ústav experimentální biofarmacie
Ústav experimentální biofarmacie v Hradci Králové byl ústav akademie věd založený v roce 1985 osamostatněním biofarmaceutického oddělení Ústavu experimentální medicíny Akademie věd České republiky. Výzkumné aktivity cílily do farmakokinetiky a testování nových léčiv. V roce 1993 byla uzavřena smlouva o přeměně ústavu na společné pracoviště AV a společnosti PRO.MED.CS Praha a.s.